# Gli eretici di Dune
Gli eretici di Dune (1984) è il quinto romanzo del fantascientifico ciclo di Dune scritto da Frank Herbert.

## Ambientazione
A differenza dei precedenti romanzi del ciclo, buona parte della vicenda si svolge lontano dal pianeta Dune, su Gammu (l'antico Giedi Primo, pianeta d'origine degli Harkonnen, casa scomparsa ma della quale restano terribili vestigia).
Millecinquecento anni sono passati dalla fine del regno di Leto II, l'imperatore-dio. L'umanità percorre il Sentiero Dorato da lui indicato, ma non tutto è andato secondo i piani di Leto e molte delle sue visioni di sventura si sono avverate. Soffocando le aspirazioni degli esseri umani per 3500 anni, Leto ha causato la Dispersione, un'espansione esplosiva dell'umanità in tutto il resto dell'universo iniziata alla sua morte.
Adesso i discendenti di quelli che si avventurarono nell'universo stanno tornando indietro, con in mente la conquista del potere. La loro forza è rappresentata dalle terribili Matres Onorate, crudeli aberrazioni nate dal miscuglio di saggezza delle Bene Gesserit e forza delle Ittiointerpreti, e dal loro numero, visto che i pianeti esterni dove si erano installati erano ovviamente ben più numerosi di quelli del nucleo centrale, che formavano l'antico impero galattico, impero che ormai non esiste più e dove le diverse organizzazioni ne controllano parti più o meno grandi.
Inoltre, il pianeta Dune (che ha nuovamente cambiato nome, prima Arrakis e ora Rakis) è tornato ad essere un pianeta prevalentemente desertico, e su di esso sono ricomparsi i vermi delle sabbie, generati dalle trote della sabbia tornate libere con la morte di Leto II. Il pianeta ha però perso il suo ruolo centrale poiché non detiene più il monopolio della produzione del melange, in quanto i Tleilaxu sono riusciti a realizzarlo artificialmente e ne sono ora, di gran lunga, i maggiori produttori. Rakis è ora governato da una casta sacerdotale ottusa ed integralista, dedita al culto del Dio-Diviso, arroccata nella città di Keen (l'antica Arrakeen), mentre buona parte della popolazione sopravvive in miserabili paesini sparsi nel deserto.
Il romanzo, principalmente, segue le storie parallele del giovane Duncan, un ghola (clone dell'antico guerriero, compagno di Paul Atreides e di suo padre Leto I), addestrato dalle Bene Gesserit su Gammu, e di Sheeana, una ragazza di Rakis dotata del singolare potere di riuscire a comunicare coi vermi e farsi obbedire da loro.
Altro tema del libro sono i dubbi che interessano le Bene Gesserit ed i Bene Tleilax, nelle persone dei rispettivi massimi rappresentanti, la Madre Superiora Taraza ed il Maestro dei Maestri Waff, nell'elaborazione di strategie comuni per contrastare l'espansionismo delle Matres Onorate, la messa a punto delle quali è resa difficoltosa dai secoli di rivalità e di incomprensione che le due organizzazioni hanno alle spalle.

## Trama
Nella Rocca del pianeta Gammu, le Bene Gesserit addestrano il giovane ghola Duncan, su cui ripongono grandi aspettative per la realizzazione dei loro piani di creazione di una linea genetica che porti al vero Kwisatz Haderach. La rocca è però comandata dalla reverenda madre Schwangyu, la quale non condivide le scelte di Taraza (Suprema Madre della sorellanza): considera il ghola una grave minaccia, poiché il precedente Kwisatz Haderach, Paul Atreides, era stato un pericolo mortale per la Sorellanza. Il suo desiderio di sopprimerlo si scontra con Lucilla, la reverenda madre cui è stato assegnato il compito di sovraintendere all'educazione del giovane, un'educazione che nel campo militare è stata deputata all'anziano e leggendario trionfatore di mille battaglie, il bashar (comandante supremo) Miles Teg, coadiuvato dal fedele aiutante Patrin. 
Intanto, sul pianeta Rakis, la casta sacerdotale, detentrice del potere e comandata da Tuek, ha elevato al ruolo di semidea una ragazzina di nome Sheeana, scoperta in un miserabile paesino ai bordi del deserto, che ha dimostrato di possedere la capacità unica di parlare e di farsi obbedire dai Vermi, i quali vengono venerati come Shai-hulud, il Dio delle sabbie che lei chiama però Shaitan. Sheeana non sopporta i sacerdoti, che comprende essere falsi e corrotti e che aveva precedentemente conosciuti solo come tirannici oppressori del suo popolo, ed è invece attratta dalla nuova comandante della Rocca Bene Gesserit sul pianeta, Darwi Odrade, giunta su Rakis per arruolare la ragazza nella sorellanza con la prospettiva di farla accoppiare con Duncan, nella speranza che dalla loro unione possa nascere lo Kwisatz Haderach.
Inopinatamente il bashar Miles Teg viene convocato dalla Suprema Madre Taraza per un incontro che si dovrà svolgere non sul pianeta segreto dove ha sede la Casa Capitolare della Sorellanza, bensì su un'astronave in orbita intorno a Gammu. Giunto in presenza di Taraza, Miles Teg impiega poco ad accorgersi che la Suprema Madre è stata obbligata a richiedere l'incontro ed è in realtà prigioniera delle forze della Dispersione. Egli stesso però si era preparato a una simile eventualità, avendo provveduto a piazzare due non-navi militari (astronavi invisibili sia agli strumenti che ai soggetti prescienti) che tengono sotto tiro l'astronave. Le Matres Onorate liberano quindi Taraza e il suo seguito, tra cui c'è anche Darwi Odrade. Taraza rivela a Teg di essersi fatta catturare volontariamente, nella certezza che il bashar l'avrebbe salvata e potendo così recarsi su Gammu e incontrarsi personalmente con lui senza destare sospetti, e comunicargli che il consiglio della Sorellanza aveva deciso che fosse giunto il momento di "svegliare" il ghola, cioè di impiantargli nella mente tutti i ricordi del Duncan Idaho originale.
Qualche tempo dopo, due attentati in contemporanea rischiano di compromettere i progetti genetici delle Bene Gesserit. Su Rakis, un commando aerotrasportato, formato da Volti danzanti Tleilaxu (esseri con la capacità di assumere qualsiasi sembianza) e da cercatori assassini Ixiani (robot programmati per uccidere), si introduce nel tempio, ma grazie al sacrificio della domestica Kipuna (una Bene Gesserit sotto mentite spoglie), Sheeana riesce a sfuggire alla morte e, dopo che le forze militari Bene Gesserit hanno annientato il commando, viene presa in consegna da Odrade che si installa nel Tempio.
Su Gammu, invece, un Volto Danzante che ha assunto le fattezze di Miles Teg riesce ad arrivare fino a Duncan che in quel momento sta conversando con Lucilla, ma quest'ultima capisce quasi subito l'inganno e riesce ad eliminarlo. Sopraggiunge il vero Teg, che comunica che è in corso un formidabile attacco da parte di forze della Dispersione e dei Tleilaxu cui Schwangyu aveva aperto le porte. Nonostante la prima ondata d'attacco venga sgominata, è chiaro che i difensori non potranno avere la meglio, per cui Patrin, con le forze rimaste, si sacrifica per consentire la fuga di Lucilla, Duncan e Teg mettendo in atto un piano da tempo preparato. Dopo tre giorni di fuga attraverso le foreste di Gammu, sempre nascondendosi alle forze della Dispersione che danno loro la caccia, Teg conduce i due fino al nascondiglio sicuro individuato da tempo: si tratta di un non-globo (fortezza sotterranea invisibile sia agli strumenti che ai prescienti) fatto scavare dagli Harkonnen millenni prima e di cui nessuno ricorda più l'esistenza, ma che nonostante la vetustà (ovvero l'essere apparentemente dimenticato nei meandri del tempo), è ancora perfettamente funzionante, rifornito di tutto punto e dotato di tutti i comfort per permettere un lungo soggiorno. I tre si sistemano nella struttura senza dare segni di vita, intenzionati a restarvi finché le acque non si saranno calmate. Sia Teg che Lucilla vogliono approfittare della forzata convivenza per i loro scopi: il bashar deve ripristinare i ricordi dei precedenti Duncan nel ghola, mentre Lucilla vorrebbe "imprimerlo", cioè accoppiarsi con lui per imprimergli tutte le tecniche sessuali che lo renderebbe irresistibile a qualsiasi donna, nell'ottica di farlo poi unire a Sheeana. Mentre Teg, dopo una prima ritrosia, riesce a convincere Duncan a sottoporsi alla dolorosa esperienza che lo renderà un ghola a tutti gli effetti, il giovane rifiuterà sempre di accoppiarsi con lei, non intendendo diventare un "montone delle Bene Gesserit".
Intanto, viene convocato un incontro in campo neutro tra Taraza e Waff, Maestro dei Maestri Tleilaxu; i due non si fidano l'uno dell'altra, ma riescono pian piano a cancellare secoli di ostilità ed a provare ad imbastire una specie di accordo onde opporsi alle forze della Dispersione ed alle Matres Onorate che ne rappresentano la testa pensante. Inoltre, i Tleilaxu forniranno alle Bene Gesserit una delle loro Vasche Axolotl (dove vengono creati i ghola partendo da poche cellule dell'organismo da clonare), e in cambio la sorellanza fornirà loro delle procreatrici di stirpe Atreides, in modo che i Tleilax possano studiare il materiale genetico della casata. Si viene anche a scoprire che i Volti Danzanti che hanno partecipato agli attentati non erano alle dirette dipendenze del Bene Tleilax, ma appartenevano ai discendenti dei Tleilaxu emigrati, anche se forse i Bene Tleilaxu erano a conoscenza che qualcosa si stava macchinando ai danni della Sorellanza, e non ne erano certo dispiaciuti.
Waff parte per Rakis, dove potrà controllare personalmente se Sheeana disponga effettivamente dei poteri di controllo dei Vermi, e dove potrà ricevere le sue Procreatrici. Arrivato sul pianeta, raggiunge Odrade e Sheeana e i tre s'incamminano a piedi nel deserto, mentre una piccola flotta di ornitotteri che trasporta sacerdoti ed osservatori Bene Gesserit e Tleilaxu li scorta dall'alto. Dopo una lunga camminata, i tre arrivano nei pressi del luogo dove il dio-serpente venne ucciso, e qui Sheeana esegue una danza selvaggia che in breve richiama un Verme che viene a fermarsi di fronte a lei, e inizia a parlare con lui, di fronte a un Waff che osserva la scena con un misto di incredulità e timore superstizioso. Sheeana annuncia che ora li farà cavalcare il Verme, proprio come facevano gli antichi Fremen, e a un suo ordine, il verme si mette in movimento portando i tre, con tutto il seguito volante, sempre più all'interno del deserto, insensibile alle sollecitazioni di Sheeana e come guidato da un misterioso istinto. Finalmente, poco prima del tramonto, il Verme si ferma nei pressi di quello che resta dell'antico Muro-Scudo e comunica a Sheeana che i suoi passeggeri devono scendere, dopodiché scompare tra le dune. Non capendo il motivo per cui il verme li abbia portati proprio in quel luogo, Odrade ordina agli ornitotteri di non avvicinarsi e inizia una perlustrazione dei dintorni, ma improvvisamente lei e Sheeana sprofondano in una profonda caverna. All'esterno, gli ornitotteri atterrano e parecchie persone si avvicinano all'ingresso della caverna, ma Odrade ordina che nessuno scenda giù e che vengano loro passate delle lanterne ed una corda. Quando finalmente riescono ad illuminare l'interno della spelonca, che si dimostra essere stata scavata dall'uomo e formata da parecchi ambienti intercomunicanti, Odrade, utilizzando gli Altri Ricordi (memorie di tutte le reverende madri che l'avevano preceduta), riconosce il luogo: è l'antico Sietch Tabr, dove Paul Atreides si era rifugiato dopo la fuga da Arrakis e che Leto II aveva scelto come nascondiglio per un'enorme quantità di melange che poi le Ittiointerpreti avevano trafugato dopo la sua morte. Odrade ordina agli altri due di attenderla e inizia una ricognizione dei vari ambienti, trovando dapprima un gran numenro di cadaveri mummificati, segni di quelli che erano morti disputandosi il tesoro del Tiranno (come le Bene Gesserit hanno sempre definito Leto II). Utilizzando ancora gli Altri Ricordi, Odrade trova un antico passaggio segreto che non era più stato percorso dai tempi del dio-serpente, e che la conduce a un grande ambiente che contiene un po' di melange, e le cui pareti sono ricoperte d'iscrizioni in un'antica lingua. Odrade inizia a tradurre le scritte e resta paralizzata dalla sorpresa già dopo la prima riga: "UNA REVERENDA MADRE LEGGERÀ LE MIE PAROLE". L'iscrizione è una specie di monito per la Sorellanza a non tralasciare di seguire il Sentiero Dorato, e si chiude con un inquietante interrogativo "CON CHI TI ALLEI?", le stesse parole di Leto II, il quale doveva aver previsto tutto quello che sarebbe successo dopo la sua scomparsa ed operato in modo che Odrade arrivasse fin lì per leggere quelle parole e comprendere quello che Taraza aveva già compreso da tempo: il progetto del Tiranno sarebbe arrivato a termine, anche se ciò avesse significato la fine della Sorellanza; l'unica speranza per loro era di adeguarsi a tale progetto. Odrade resta sconvolta dalla scoperta e comincia a nutrire dubbi sul loro piano di utilizzo di Sheeana e di Duncan.
Ormai sono passati alcuni mesi dalla scomparsa di Teg, Duncan e Lucilla, le ricerche delle Matres Onorate, impadronitesi di Gammu, e delle Bene Gesserit continuano senza risultati; Taraza decide quindi di affidare tale compito a Burzmali, il pupillo di Teg e colui che ne ha preso il posto a capo delle forze armate della Sorellanza. Questi, utilizzando le capacità mentat insegnatogli dall'anziano bashar, si rende conto che i tre debbono essere ancora su Gammu, anche se tutte le prove dimostrerebbero che siano fuggiti utilizzando un'astronave, e dopo poco tempo riesce a trovare segni segreti lasciati da Teg che gli permettono di mettersi in contatto con lui e di organizzare un piano di fuga per i tre. Ma quando i fuggiaschi lasciano il non-globo, si trovano circondati da navi nemiche; Teg si sacrifica per coprire la fuga a Lucilla e Duncan e viene catturato dalle forze della Dispersione e portato in una base nelle vicinanze della città di Ysai (principale centro del pianeta Gammu). La Dispersione, onde conoscere dove sia fuggito Duncan, lo tortura utilizzando una speciale sonda-T, che provoca dolori lancinanti al bashar, ma Teg subisce un'inaspettata mutazione: vede il tempo rallentare e la sua forza moltiplicarsi smisuratamente, e in un battito d'occhi riesce a liberarsi, distruggendo la macchina ed eliminando tutti i suoi torturatori e ogni altro militare della base. Quando l'azione è finita anche per lui il tempo torna a scorrere alla velocità normale, al che fugge dalla base e si avvia alla città dove in breve, grazie alla sua fama, riesce ad organizzare gruppi di veterani dei suoi eserciti, pronti a combattere le odiate Matres Onorate. Queste ultime, preoccupate dai nuovi poteri del bashar, chiedono un incontro. Teg comprende rapidamente che non c'è alcuna intenzione di parlamentare e scopre che le Matres riescono a tener assoggettati a loro gli uomini mediante la "marchiatura" (accoppiamento sessuale che rende l'uomo incapace di disobbedire). Anche lui, nei loro progetti, dovrebbe venire marchiato, ma scatenando la sua nuova forza il bashar fa strage all'interno del quartier generale nemico, distruggendolo completamente e uccidendo tutte le Matres Onorate (ad eliminarne più di una in un colpo solo non era mai riuscito nessuno) e quasi tutti i militari (i sopravvissuti alimenteranno la leggenda del bashar invincibile). Tornato in contatto coi gruppi a lui fedeli, organizza dunque l'assalto e la cattura di una non-nave della Dispersione.
Intanto, Duncan e Lucilla si erano divisi, mentre i loro liberatori hanno messo in atto una serie di manovre diversive per sviare gli inseguitori. Lucilla si è travestita da playfem (prostituta di lusso) mentre Burzmali finge di essere un suo ricco cliente; Duncan invece è stato fatto travestire da Tleilaxu, quindi tutti hanno ripreso il cammino verso Ysai, su strade diverse, ma mentre Lucilla e Burzmali sono riusciti ad arrivare in città con pochi problemi, Duncan è caduto in una trappola ed è stato catturato, venendo poi portato da Murbella, una "neovestita" (novizia Matres Onorata) che ha il compito di marchiarlo. Burzmali e Lucilla, che è stata scambiata per una Matre Onorata, arrivano sul posto e assistono alla cerimonia di accoppiamento, durante la quale il condizionamento Tleilaxu imposto al ghola, progettato per resistere all'Imprimitura di una Reverenda Madre, si ritorce contro Murbella, che viene assoggettata alle capacità sessuali innate di Idaho. Lucilla e Burzmail catturano quindi Murbella e liberano Duncan, raggiungendo così la non-nave di Teg e partendo tutti per Rakis.

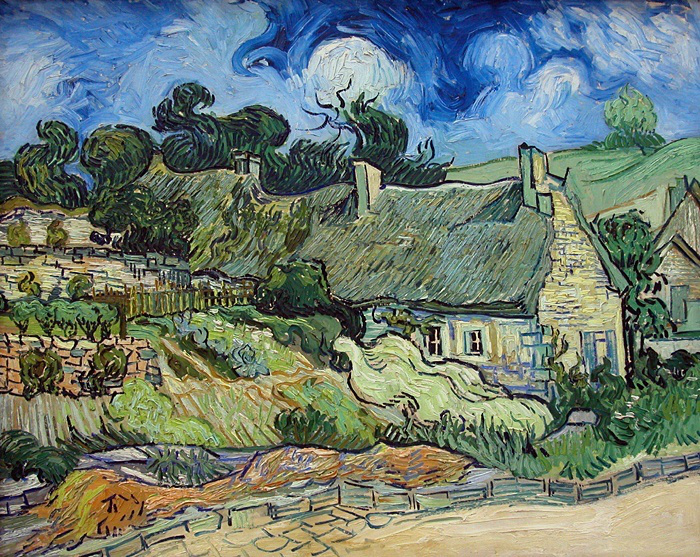
Casolari a Cordeville di Van Gogh: il quadro, che da secoli fa parte dell'arredamento della stanza della Suprema Madre, ha un ruolo nella crescita spirituale di Odrade, la quale tra i suoi ricordi prescienti possiede anche quelli dell'antico pittore.

Su Rakis, però, la situazione è precipitata: con un attacco improvviso, le forze della Dispersione sono riuscite ad uccidere quasi tutti gli occupanti del tempio tra cui Waff e Taraza, e si sono salvate solo Odrade e Sheeana. Prima di spirare, Taraza è riuscita a trasferire tutte le sue conoscenze e i ricordi ad Odrade, che è quindi divenuta, almeno provvisoriamente, la nuova Suprema Reverenda Madre. Quando Teg arriva sul pianeta, sbarca coi suoi uomini e fa poi ripartire la non-nave per la Casa Capitolare, con Odrade, Sheeana, Lucilla, Burzmali, il ghola, la prigioniera Murbella e anche un verme che Sheeana ha condotto fin li. Teg riesce a far trapelare alla Dispersione la falsa notizia che sia Duncan che Sheeana siano rimasti su Rakis con lui: questa notizia rende più facile la fuga, ma segna anche la fine per Dune e per Teg, perché le Matres Onorate, per essere certe di eliminare in un colpo solo le tre persone che più odiano e temono, non esitano a scatenare sul pianeta le loro armi più terribili, che provocano la liquefazione dell'intera superficie distruggendo ogni forma di vita.
Il romanzo termina sul pianeta dove ha sede la Casa Capitolare, con Odrade, nuova Suprema Reverenda Madre, che si trova alle prese con una situazione che non è quella che la Sorellanza sperava. Duncan rifiuta di accoppiarsi con Sheeana o con qualsiasi altra persona le Bene Gesserit desidererebbero per la continuazione delle loro linee genetiche, e le Matres Onorate sono un pericolo sempre più grande, ma finalmente comprende il piano messo a punto da Taraza: Dune doveva scomparire ed eliminare tutte le trote della sabbia che ancora portavano memoria del Tiranno, e tramite il verme di Sheeana il ciclo della Spezia doveva ricominciare su un altro pianeta, che è proprio quello della Casa Capitolare su cui quindi si è iniziato un complesso cambiamento climatico per renderlo deserto ed arido. Però, nella mente di Sheeana, continua ad aleggiarle il dubbio che tutto ciò fosse già stato previsto dal Dio-serpente e rientrasse nel suo Sentiero Dorato.

## Personaggi principali

### Bene Gesserit
- Alma Mavis Taraza, Suprema Reverenda Madre della Sorellanza
- Schwangyu, Reverenda Madre, facente parte della minoranza anti-Taraza, comandante la Rocca di Gammu
- Darwi Odrade, Reverenda Madre, a comandante la Rocca di Rakis
- Kipuna, novizia in servizio a Rakis
- Lucilla, Reverenda Madre, educatrice del ghola
- Duncan Idaho, ghola
- Miles Teg, Supremo Bashar (supremo comandante militare) dell'ordine
- Patrin, aiutante del Bashar
- Alef Burzmali, successore designato al ruolo di bashar

### Bene Tleilax
- Al Mahai Tylwyth Waff, Maestro dei Maestri
- Mirlat, consigliere

### Rakiani
- Sheeana, una ragazzina, l'unica persona che possiede la capacità di farsi obbedire dai Vermi.
- Caina, servitrice ed educatrice di Sheeana
- Hedley Tuek, Gran Sacerdote e sovrano titolare di Rakis
- Stiros, ambizioso sacerdote
- Krutansik, sacerdote, nipote di Stiros

### Dispersione
- Matres Onorate, vengono chiamate solo con questo nome
- Feldmaresciallo Muzzafar, comandante le forze militari
- Murbella, novizia

## Edizioni
- Frank Herbert, Heretics of Dune, 1984.
- Frank Herbert, Gli eretici di Dune, traduzione di Giampaolo Cossato e Sandro Sandrelli, collana Cosmo Oro n° 66, Editrice Nord, 1984,  p. 542, ISBN 88-429-0363-9.
- Frank Herbert, Gli eretici di Dune, traduzione di Giampaolo Cossato e Sandro Sandrelli, collana Sperling Serial n° 5, Sperling & Kupfer, 2000,  p. 424, ISBN 88-86845-89-8.
- Frank Herbert, Gli Eretici di Dune, traduzione di Giampaolo Cossato e Sandro Sandrelli, TIF Extra, Fanucci Editore, 2012,  p. 604, ISBN 978-88-347-1849-0.
- Frank Herbert, Gli Eretici di Dune, traduzione di Giampaolo Cossato e Sandro Sandrelli, Fanucci Editore, 16 giugno 2016,  p. 599, ISBN 978-88-347-3099-7.